# Percy Hodge
Percy Hodge (Herm, 26 dicembre 1890 – Bexhill-on-Sea, 27 dicembre 1967) è stato un siepista e mezzofondista britannico, campione olimpico dei 3 000 m siepi ai Giochi di Anversa 1920.

## Palmarès
| Anno | Manifestazione  | Sede    | Evento            | Risultato | Prestazione | Note            |
| ---- | --------------- | ------- | ----------------- | --------- | ----------- | --------------- |
| 1920 | Giochi olimpici | Anversa | 3 000 m siepi     | Oro       | 10'00"4     | Record olimpico |
| 1920 | Giochi olimpici | Anversa | 3 000 m a squadre | Argento   | 20 p.       |                 |